# Jocs Olímpics d'Estiu de 1948
Els Jocs Olímpics d'Estiu de 1948, oficialment anomenats Jocs Olímpics de la XIV Olimpíada, es van celebrar a la ciutat de Londres (Regne Unit) entre el 29 de juliol i el 14 d'agost de 1948. Van participar 4.104 esportistes (3.714 homes i 390 dones) de 59 comitès nacionals competint en 17 esports i 136 especialitats.
Aquests foren els primers Jocs Olímpics celebrats des de 1936 a Berlín i després de la Segona Guerra Mundial.

## Antecedents
L'any 1939 el Comitè Olímpic Internacional (COI) decidí atorgar la celebració dels Jocs Olímpics d'Estiu de 1944 a la ciutat de Londres, Jocs que hagueren de ser suspesos pel desenvolupament de la Segona Guerra Mundial. En finalitzar aquesta guerra, el president del Comitè Olímpic Britànic David Burghley demanà per a aquesta ciutat la realització dels següents Jocs, decisió que fou presa pel COI el març de 1946 en la 39a Sessió del COI realitzada a Lausana (Suïssa).
Van ser denominats els Jocs de l'austeritat, ja que el Regne Unit, i sobretot la ciutat de Londres, estaven recuperant-se dels efectes de la guerra. El poble britànic no va rebre aquesta designació amb alegria, ja que pensaven més en la supervivència que no pas en les celebracions d'aconseguir la nominiació.
No es van construir grans estadis ni grans infraestructures i es va intentar aprofitar el que hi havia en aquell moment, fins a tal punt que els atletes van dormir en barracons que havien servit de casernes durant la guerra. L'Estadi de Wembley fou adaptat per acollir unes 100.000 persones, construint-se una pista de cendra per a acollir les proves d'atletisme. El Tàmesi va acollir les proves de rem i piragüisme.
La cerimònia inaugural va ser la primera transmesa per televisió i va poder ser seguida per 500.000 persones. Malgrat tots els problemes es va batre el nombre de comitès participants. Com era d'esperar aquests jocs van ser bastant pobres en qüestió de marques, ja que alguns atletes havien mort durant la guerra i altres havien perdut els seus millors anys de competició i no van trobar les condicions necessàries per a preparar-se.

## Comitès participants

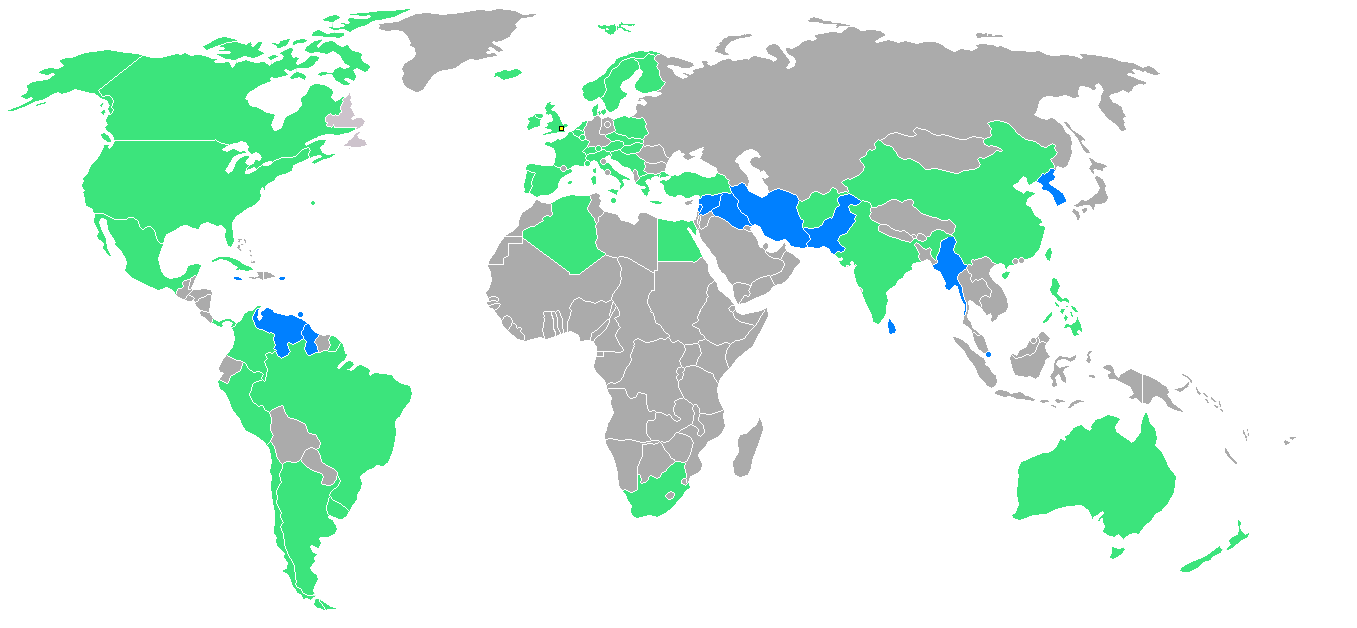
Països participants en els Jocs Olímpics de 1948. Les nacions sombrejades de color blau participaren per primera vegada en aquests jocs.

Participaren en aquesta edició 59 Comitès nacionals, fent-ho per primera vegada Birmània (avui en dia Myanmar), Ceilan (avui en dia Sri Lanka), Corea (l'única vegada que ha participat en uns Jocs amb un equip unificat), Guyana Britànica (avui en dia Guyana), Iran, l'Iraq, Jamaica, Líban, Pakistan, Puerto Rico, Singapur, Síria, Trinitat i Tobago i Veneçuela.
Per la seva implicació en la Segona Guerra Mundial, i la seva ocupació per les forces aliades, l'equip d'Alemanya i el Japó no pogueren participar en els Jocs. Per la seva banda, l'equip d'Itàlia si que pogué participar en els Jocs. Retornaren a la competició Cuba, Espanya i Panamà i l'abandonaren Estònia i Letònia (ambdós estats incorporats a la Unió Soviètica) així com Bolívia, Bulgària, Costa Rica i Romania.
| - Afganistan (25) - Argentina (199) - Austràlia (75) - Àustria (144) - Bèlgica (152) - Bermudes (12) - Birmània (4) - Brasil (70) - Canadà (118) - Ceilan (7) - Colòmbia (6) - Corea (46) - Cuba (53) - Dinamarca (162) - Egipte (85) - Espanya (65) - Estats Units (300) - Filipines (26) - Finlàndia (129) - França (316) | - Grècia (61) - Guyana Britànica (4) - Hongria (129) - Índia (79) - Iran (36) - Iraq (11) - Irlanda (73) - Islàndia (20) - Itàlia (213) - Iugoslàvia (90) - Jamaica (13) - Líban (8) - Liechtenstein (2) - Luxemburg (45) - Malta (1) - Mèxic (88) - Mònaco (4) - Noruega (81) - Nova Zelanda (7) - Països Baixos (149) | - Pakistan (35) - Panamà (1) - Perú (41) - Polònia (37) - Portugal (48) - Puerto Rico (9) - Regne Unit (398) - Singapur (1) - Síria (1) - Sud-àfrica (35) - Suècia (181) - Suïssa (181) - Trinitat i Tobago (5) - Turquia (58) - Txecoslovàquia (87) - Uruguai (61) - Veneçuela (1) - Xile (54) - Xina (31) |

## Esports disputats
En aquests Jocs es disputaren 136 proves esportives en 17 esports diferents:

## Seus

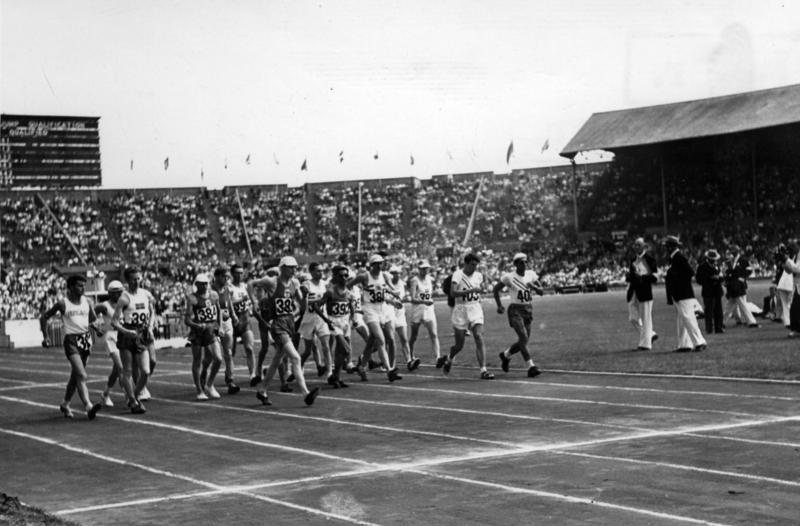
Prova d'atletisme a l'Estadi de Wembley.

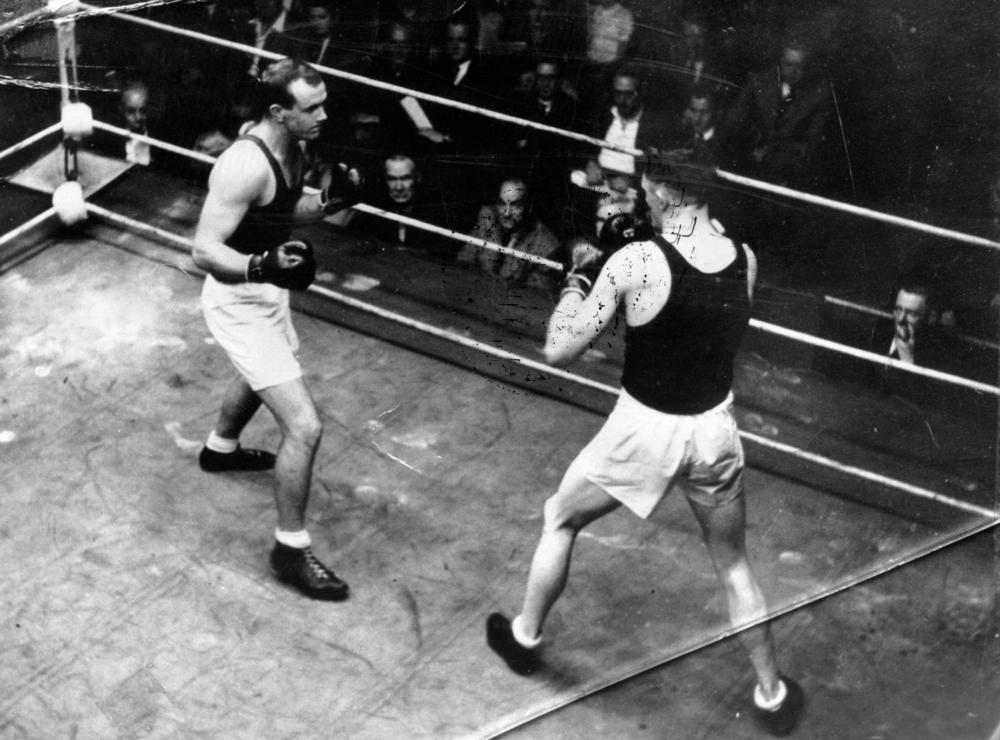
Prova de boxa.

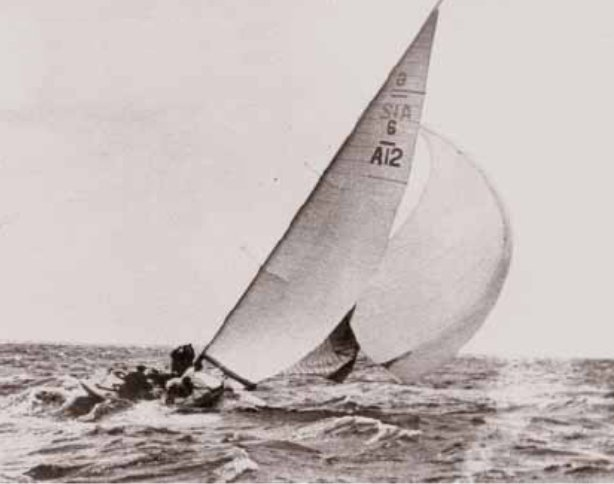
Competició de vela al Canal de la Mànega.

- Arsenal Stadium: futbol (preliminars)
- Canal de la Mànega: vela
- Central Stadium, Military Headquarters (Aldershot): hípica (salts), pentaltó modern (esgrima, hípica i natació)
- Champion Hill: futbol (preliminars)
- Craven Cottage: futbol (preliminars)
- Earls Court Exhibition Centre: boxa (preliminars), gimnàstica, halterofília i lluita
- Estadi de Wembley: cerimònies d'obertura i clausura, atletisme, futbol, hípica (salts) i hoquei sobre herba (final)
- Empire pool: boxa, natació, salts i waterpolo
- Fratton Park: futbol (preliminars)
- Finchley Lido: waterpolo (preliminars)
- Green Pond Road: futbol (preliminars)
- Goldstone Ground: futbol (preliminars)
- Griffin Park: futbol (preliminars)
- Guinness Sports Club: hoquei sobre herba (preliminars)
- Harringay Arena (Harringay): bàsquet i lluita
- Henley Royal Regatta (Henley-on-Thames): piragüisme i rem
- Herne Hill Velodrome (Herne Hill): ciclisme (pista)
- Ilford: futbol (preliminars)
- Lyons' Sports Club: hoquei sobre herba (preliminars)
- National Rifle Association Ranges: pentatló modern (tir) i tir olímpic
- Palace of Engineering: esgrima
- Polytechnic Sports Ground: hoquei sobre herba (preliminars)
- Royal Military Academy: pentatló modern (cross)
- Selhurst Park: futbol (preliminars)
- Tweseldown Racecourse: hípica (concurs complet i doma)
- White Hart Lane: futbol (preliminars)
- Windsor Great Park: ciclisme (ruta)

## Fets destacats
La cerimònia ignaugural, realitzada el 29 de juliol de 1948 a l'Estadi de Wembley, va ser retransmesa en directe per la televisió i va ser vista per uns 500.000 espectadors. Aquesta cerimònia comptà amb la presència del rei Jordi VI del Regne Unit, la seva mare Maria de Teck, la seva esposa Elisabet Bowes-Lyon.
L'altleta neerlandesa Fanny Blankers-Koen es convertí en la reina dels Jocs en guanyar quatre medalles d'or en atletisme. L'atleta txec Emil Zátopek debutà en aquests Jocs guanyant una medalla d'or i una de plata.
Dos atletes campions en els últims Jocs Olímpics disputats l'any 1936 aconseguiren defensar els seus títol dotze anys més tard, Ilona Elek en esgrima i Jan Brzak en piragüisme.
El tirador Karoly Takács, que formava part de l'equip hongarès de tir olímpic, l'any 1938 va perdre la mà dreta en el transcurs de la Segona Guerra Mundial a l'explotar-li una granada. Takács va continuar entrenant-se amb la mà esquerra, arribant a guanyar la medalla d'or en la modalitat de pistola ràpida.
La gimnasta Marie Provaznikova, de l'equip txec de gimnàstica es convertí en la primera desertora en una Jocs Olímpics. Després de guanyar la medalla d'or renuncià a retornar al seu país en nom de la "manca de llibertat" existent després de l'ocupació soviètica.

## Medaller
Deu nacions amb més medalles en els Jocs Olímpics de 1948. País amfitrió ressaltat.
| Jocs Olímpics d'estiu 1948 | Jocs Olímpics d'estiu 1948 | Jocs Olímpics d'estiu 1948 | Jocs Olímpics d'estiu 1948 | Jocs Olímpics d'estiu 1948 | Anells Olímpics |
| Posició                    | País                       | Or                         | Plata                      | Bronze                     | Total           |
| 1                          | Estats Units               | 38                         | 27                         | 19                         | 84              |
| 2                          | Suècia                     | 16                         | 11                         | 17                         | 44              |
| 3                          | França                     | 10                         | 6                          | 13                         | 29              |
| 4                          | Hongria                    | 10                         | 5                          | 12                         | 27              |
| 5                          | Itàlia                     | 8                          | 11                         | 8                          | 27              |
| 6                          | Finlàndia                  | 8                          | 7                          | 5                          | 20              |
| 7                          | Turquia                    | 6                          | 4                          | 2                          | 12              |
| 8                          | Txecoslovàquia             | 6                          | 2                          | 3                          | 11              |
| 9                          | Suïssa                     | 5                          | 10                         | 5                          | 20              |
| 10                         | Dinamarca                  | 5                          | 7                          | 8                          | 20              |

### Medallistes més guardonats
Categoria masculina
| Nom              | CON          | Disciplina | Or | Plata | Bronze | Total |
| Veikko Huhtanen  | Finlàndia    | Gimnàstica | 3  | 1     | 1      | 5     |
| Paavo Aaltonen   | Finlàndia    | Gimnàstica | 3  | 0     | 1      | 4     |
| Jimmy McLane     | Estats Units | Natació    | 2  | 1     | 0      | 3     |
| Humberto Mariles | Mèxic        | Hípica     | 2  | 0     | 1      | 3     |
| Mal Whitfield    | Estats Units | Atletisme  | 2  | 0     | 1      | 3     |
| Frank Henry      | Estats Units | Hípica     | 1  | 2     | 0      | 3     |
| Michael Reusch   | Suïssa       | Gimnàstica | 1  | 2     | 0      | 3     |
| Barney Ewell     | Estats Units | Atletisme  | 1  | 2     | 0      | 3     |
| Josef Stalder    | Suïssa       | Gimnàstica | 1  | 1     | 1      | 3     |

Categoria femenina
| Nom                   | CON           | Disciplina | Or | Plata | Bronze | Total |
| Fanny Blankers-Koen   | Països Baixos | Atletisme  | 4  | 0     | 0      | 4     |
| Ann Curtis            | Estats Units  | Natació    | 2  | 1     | 0      | 3     |
| Micheline Ostermeyer  | França        | Atletisme  | 2  | 0     | 1      | 3     |
| Karen Margrethe Harup | Dinamarca     | Natació    | 1  | 2     | 0      | 3     |
| Shirley Strickland    | Austràlia     | Atletisme  | 0  | 1     | 2      | 3     |
| Victoria Draves       | Estats Units  | Salts      | 2  | 0     | 0      | 2     |